# Laphria hecate
Laphria hecate là một loài ruồi trong họ Asilidae. Laphria hecate được Gerstaecker miêu tả năm 1862. Loài này phân bố ở vùng Cổ Bắc giới.